# Архитектура Судана
Архитектура Судана одражава географску, етничку и културну разноликост земље и њених историјских периода. Животни стил и материјална култура изражени у људским насељима, њихова архитектура и привредне активности обликовани су различитим регионалним условима и условима околине. У својој дугој документованој историји, Судан је био земља променљивих и разноликих облика људске цивилизације са важним утицајима страних култура. 
Најраније познате архитектонске структуре и урбанизација су из осмог миленијума пре нове ере. Културни односи са северним суседом Судана, древним Египтом, са којим је Судан делио дуге историјске периоде међусобног утицаја, довели су до египатских, као и изразито нубијских насеља са храмовима и пирамидама која су настала у Краљевству Куш и његовој последњој престоници Мероз.
Од око 500. до око 1500. године нове ере, хришћанска краљевства су се развијала у Горњој Нубији и јужно дуж Нила. Изграђени су важни градови, познати по својој култури, са манастирима, палатама, утврђењима и катедралама, показујући утицаје коптске и византијске културе из Египта и источног Медитерана. 
Након све већег утицаја арапских муслиманских миграната од 7. века па надаље, хришћанско краљевство Макурија успоставило је Бакт, споразум са муслиманским владарима Египта који омогућава муслиманима да слободно тргују и путују. Ово је омогућило прво оснивање џамија и гробља у Горњој Нубији, документовано од 1317. н.е.  Отприлике од 1500. године н.е. па до раног 19. века, муслимански султанати Фунџи и Дарфур су основали нова краљевства у јужним и западним деловима Судана. Просперитетни градови као што су Сенар или Ал Фашир имали су зграде за администрацију и становање, пољопривреду и занатство, богослужење и трговину, укључујући трговину робљем. 
Смештен на јужној обали Плавог Нила, град Картум се развио као центар турско-египатске државе, али су га Махдијеви следбеници у великој мери уништили 1885. године, оснивајући своју престоницу у Омдурману преко Белог Нила. Почетком 1900-их, Картум је поново изградила британска администрација под лордом Киченером, пратећи стандарде модерног европског града. 2021. године, Картум је метропола са процењеном популацијом од скоро шест милиона људи, коју чини Картум, повезан мостовима преко Плавог и Белог Нила са градовима Картум север и Омдурман на западу.
Рурални пејзаж Судана још увек у великој мери карактерише традиционална афричка архитектура, али је такође претрпео значајне промене у развоју насеља, инфраструктуре и одговарајуће архитектуре током 19. и 20. века.

## Рани историјски периоди

### Праисторија
Од осмог миленијума п. н. е, људи неолитске културе населили су се у долини Нила у утврђеним селима од цигле, где су лов и риболов на Нилу допуњавали узгојом жита и сточарством. 
У источном Судану група Бутана се појавила око 4000. п. н. е. Не зна се много о обрасцима насељавања, али неке локације су велике скоро 10 хектара, што указује на дужа настањивања. Људи из групе Бутана живели су у малим, округлим колибама. Није познато много гробаља, али су људи најчешће сахрањивани у скупљеном положају. 

### Насеља старог Египта у Нубији
Град Бухен је био староегипатско насеље у близини данашњег града Вади Халфа у северној држави Судана. Познато је по великој тврђави, вероватно изграђеној за време владавине Сесостриса III око 1860. п. н. е. (12. династија).  Утврђења су обухватала јарак дубок три метра, покретне мостове, бастионе, контрафоре, бедеме, стрелнице и катапулт. Спољни зид је обухватао простор између два зида, пробијен двоструким редом стрелница, омогућавајући и стојећим и клечећим стрелцима да пуцају у исто време. Године 1962. археолошка експедиција Бухена открила је елементе попут шљаке из процеса топљења који су припадали древној фабрици бакра. Бухен је имао и Хорусов храм који је саградила Хатшепсут.  Зидови овог храма, заједно са архитектонским елементима из катаракте Семна и других локација, поново су подигнути у музејској башти Националног музеја Судана пре плављења Насеровог језера. 

### Краљевина Куш
Током Куш краљевине (око 950. п. н. е. – 350. године н.е.), када су монарси Куша владали својим северним суседом Египтом као фараони више од једног века и када је у нубијској култури био присутан снажан египатски утицај, изграђени су важни градови са храмовима, као град Нака са својим храмовима посвећеним древним божанствима Амону и Апедемаку. Друга зграда на истом месту је мали храм под називом Римски киоск са аутохтоним нубијским, као и хеленистичким елементима. 
Даљи примери древне нубијске архитектуре су храмови исклесани у стенама, велике зграде од ћерпича са храмовима званим дефуфа, гробови са каменим зидовима или настамбе од опеке од блата, дрвеним и каменим подовима, палате и добро уређени путеви.  Археолошка ископавања открила су  остатке нубијских градова, попут краљевског града Мероз, где су такозвана "римска купатила" окарактерисана као „изузетан пример културног трансфера између афричког краљевства и грчко-римске културе Медитерана“.  Међу светском баштином Судана, нубијске пирамиде у Мерозу су вероватно најпознатији архитектонски остаци овог историјског периода.  

### Средњовековна Нубија
У средњовековној Нубији (око 500–1500 н.е.), становници хришћанских краљевстава Макурија, Нобадија и Алодија градили су различите облике архитектуре у својим градовима, као што је катедрала Фарас са сложеним фризовима и зидним сликама, Велики манастир св. Антонија или Престона дворана макуријских краљева, масивна грађевина налик на одбрамбени објекат, у Старој Донголи.  Већина ових зграда је ископана и документована, пре него што су потопљене у воде језера Насер 1960-их и 70-их година.

### Долазак ислама и арабизација
У 16. и 17. веку успостављена су исламска краљевства у јужним и западним деловима Судана – Султанат Фунџ са престоницом у Сенару и Султанат Дарфур са Ал-Фаширом. Промене у религији и друштву уопште обележиле су дуг период постепене исламизације и арабизације у Судану. Ови султанати и њихова друштва постојали су све док Судан није освојен отоманском египатском инвазијом 1820. године, а у случају Дарфура чак и до 1916. 
Највеће културне промене у овом периоду биле су усвајање исламске вероисповести од стране све већег броја људи и употреба арапског језика, уз изградњу џамија и исламских школа као елемената друштвеног живота. Страни посетиоци, као што је Фредерик Кајо,  извештавали су о културним дешавањима и укључивали су архитектуру градова и зграда. 
Током турско-египатске владавине (1821-1885), Турци, Египћани, Британци и други страни становници Картума проширили су град од војног логора до регионалног центра стотинама кућа изграђених од цигле, званичних зграда попут прве гувернерске палате, мудирија (владиних канцеларија) и неколико страних конзулата.  Године 1829. подигнута је прва џамија у Картуму за време генералног гувернера Али Куршида Аге, који је такође изградио бродоградилиште и нове војне касарне. 
Након пораза трупа генерала Гордона 1885. године, Махдистичка држава (1885–1899) изградила је важне архитектонске споменике у Омдурману, главном граду земље током овог периода. Данас је реконструисана гробница Мухамеда Ахмада, познатог као ал-Махди, бивша резиденција његовог наследника Абдалахија ибн Мухамеда, сада Калифа кућа музеј, као и капија Абдул Кајума и неки остаци утврђења, познатих као Ал Табија, који сведоче о исламској традицији Омдурмана.  Друге карактеристичне грађевине укључују џамије и гробове важних верских вођа, као што је шеик Хамед ел Нил.  Соук Омдурман је важна традиционална пијаца. 

## Традиционална архитектура
Традиционалне куће и друге структуре народне архитектуре у великим деловима земље изграђене су коришћењем локално доступних материјала, као што су кравља балега, цигле од блата, камење или дрвеће и друге биљке. Зграде су често украшене сликаним орнаментима, који одражавају локалну културу. Ову врсту правоугаоне или квадратне куће обично граде сами будући становници, ослањајући се на помоћ заједнице.
У јужним деловима земље, где има више падавина и растиња него на северу, распрострањене су округле колибе са сламнатим купастим крововима. Ове тукул колибе су традиционално направљене од осушеног блата, траве, стабљика и дрвених мотки.  Такође, различити (полу)номадски народи који живе у Судану, као што су Беја, Багара, Рашаида или други, развили су покретна насеља и често и данас живе у шаторима. 
 Традиционална архитектура
- Нубијска кућа у Донголи са традиционалним зидним сликарством
- Улаз са нубијским зидним сликарством на Нубијском клубу у Картуму
- Тукул колибе у јужном Судану

### Турска архитектура у Суакину
Много пре турске инвазије на Судан раних 1820-их, град Суакин на суданској обали Црвеног мора развијали су турски и арапски становници као важну луку и трговачки центар. Након изградње Порт Судана као модерног града и луке 1909. године, Суакин је пропао, а од некадашњих зграда су остале само неке рушевине. У својој књизи о The Coral Buildings of Suakin, Жан-Пјер Гринлоу, британски учитељ уметности, који је основао Школу дизајна у Картуму, документовао је некадашње стање града.
Остале грађевине које сведоче о турском културном утицају у Судану су гробови отоманских владара са карактеристичним qubba куполама у данашњој улици Баладија у Картуму. 

## Англо-египатска владавина у 20. веку
Након што је британска царска војска под лордом Киченером победила Махдистичку државу са главним градом у Омдурману 1898. године, урбани кварт у центру Картума је развијен у складу са колонијалним правилима просторног зонирања Уједињеног краљевства. Британски урбаниста Вилијам Меклин осмислио је први план за Картум, који се некада се звао „драгуљ у круни“ британских колонија у Африци. 
Нове зграде у европском стилу изграђене су између 1900. и 1912. године, као што је зграда владе (сада Председничка палата) и друге владине зграде дуж улице Нил. Важне зграде за образовање укључивале су Меморијални колеџ Гордон, који је касније постао главна зграда данашњег Универзитета у Картуму, његов медицински факултет и католички колеџ Комбони. Године 1902. отворена је прва школа за девојчице, која и данас постоји као Гимназија Јединства.
Ал-Кабир џамија за молитве петком у Картуму, изграђена у египатском стилу, свечано је отворена када је Абас паша Хелми посетио Судан 4. децембра 1901.  Некадашња англиканска катедрала Свих Светих (сада Музеј Републиканске палате)  и католичка катедрала Светог Матеја завршене су око 1910. године у неороманичком стилу.  1926. године, синагога Охел Шломо је изграђена у сефардском стилу на некадашњој Викторијиној авенији, сада улици Ал-Каср, за јеврејску заједницу Картума. 
За посетиоце, Картум је такође нудио смештај у неколико хотела, као што су хотел Гордон, а касније и хотел Акропољ, који од 1952. године држе грчки власници. Остале урбане структуре биле су пијаце, као што су Соук ал-Араби, банке и канцеларије, као и инфраструктура за железничке услуге и први мостови преко Нила. (Мост Плави Нил отворен је 1909, а Омдурманов мост 1926.)  У Северном Картуму, велики затвор, који се данас зове затвор Кобар и који је још увек у употреби, основан је 1903. године и дао име суседном насељу.  Иако су ове промене направљене од странаца и за странце и искључиле су већину суданских становника, нова независна Република Судан „наследила је прилично ефикасан систем образовања, јавне управе, превоза, рекреације и других погодности“.  
Покрајински градови као што су Касала, Ел-Гадариф, Ел-Обеид, Порт Судан, Шенди, Атбара или Вад Мадани такође су прошли кроз важне промене неопходне за колонијалну владавину, са модерним зградама, путевима  и другом инфраструктуром, као што је железнички систем који повезује главне економске центре.  
 
Колонијалне грађевине у Картуму
- Меморијални колеџ Гордон основан 1902.
- Колеџ Комбони са аркадама у италијанском стилу, основан 1930.
- Национални музеј Судана, изграђен 1955.
- Хотел Акропољ у близини пијаце Сук ал-Араби, отворен 1952.

## Модерна архитектура после независности
У првим годинама након независности, нове зграде, на пример Салу за испите Универзитета у Картуму,  су пројектовали страни архитекти, као што су Питер Милер,  Џорџ Стефанидис, Алик Потер и Мајлс Данби. Архитектонски факултет отворен је на Универзитету у Картуму 1957. године, са Аликом Потером као првим шефом катедре и професором архитектуре. 
Од 1960-их па надаље, судански архитекти Абдел Монеим Мустафа  и Хамид Ел Кавад, који су се вратили са студија у Уједињеном Краљевству, дизајнирали су бројне савремене суданске пројекте. То укључује Театар за предавања Универзитета у Картуму,  зграде за Одсек за биохемију – Пољопривредни факултет, као и Лабораторију за конструкције Факултета за инжењерство и архитектуру.
Остале зграде Абдела Монеима Мустафе су седиште Арапске банке за економски развој у Африци,  пословна зграда Ел-Икхва, основна школа Ел-Тураби и стамбене зграде у централном пословном округу Картума.   Међу првим дипломцима Архитектонског факултета били су Омер Ал Агра и Ел Амин Мудатер, који су пројектовали зграду универзитета за Факултет ветеринарске медицине. 
Петер Милер, аустријски архитекта, дизајнирао је нови политехнички комплекс, који је касније постао Судански универзитет науке и технологије. Кампус укључује неколико вишеспратних наставних блокова, библиотеку, радионице, хостеле, куће за особље и стадион.  Дизајнирао је и фабрику ципела Бата у индустријској зони северног Картума. 
У Омдурману, Ал-Нилин џамија (Џамија два Нила), са својом јасном куполом и без потпорних стубова унутра, која се налази на ушћу Белог у Плави Нил, свечано је отворена средином 1970-их.  Близу тога, зграда Народне скупштине је пројектована у стилу бруталистичке архитектуре и „подсећа на класичну храмску архитектуру“, румунског архитекте Цезара Лазарескуа, а завршена је 1978.  Као један од неколико универзитета у Омдурману, кампус Ахфад универзитета за жене изграђен је 1966. 

## Савремена архитектура у 21. веку
Почетком 21. века главне нове зграде у Картуму биле су хотел Коринтија са 5 звездица, отворен 2009. године и финансиран од стране либијске владе,   Телекомуникациони торањ, такође 2009.  Мост Ел Мек Нимр, завршен 2007. године, протеже се кроз Плави Нил између центра Картума и Северног Картума, а мост Тути се сматра првим висећим мостом у Судану. 
Салам центар за кардиохирургију, који је дизајнирала италијанска компанија, завршен је 2010. године и освојио је награду Ага Кан за архитектуру 2013. године.  
 
- Мост Ел Мек Нимр
- Отворени универзитет Судана